# Прелюдия за една целувка
„Прелюдия за една целувка“ (на английски: Prelude to a Kiss) е американски романтичен фентъзи филм от 1992 г. на режисьора Норман Рене с участието на Алек Болдуин, Мег Райън и Сидни Уокър. Той е базиран на едноименната пиеса от 1988 г., която също е режисирана от Норман Рене и е написана от драматурга Крейг Лукас, който адаптира сценария на филма.